# Alkalno jezero
Alkalno jezero je jezero na močno alkalni strani nevtralnosti, običajno z vrednostjo pH med 9 in 12. Zanje so značilne visoke koncentracije karbonatnih soli, običajno natrijevega karbonata (in sorodnih solnih kompleksov), ki povzročajo njihovo alkalnost. Poleg tega številna alkalna jezera vsebujejo tudi visoke koncentracije natrijevega klorida in drugih raztopljenih soli, zaradi česar so tudi slana ali hiperslana jezera. Visok pH in slanost pogosto sovpadata zaradi tega, kako se razvijejo alkalna jezera. Nastala hiperslana in visoko alkalna jezera veljajo za eno najbolj ekstremnih vodnih okolij na Zemlji.
Kljub svoji navidezni negostoljubnosti so alkalna jezera pogosto zelo produktivni ekosistemi v primerjavi z njihovimi (pH-nevtralnimi) sladkovodnimi jezeri. Izmerjene stopnje bruto primarne proizvodnje (fotosinteze) so bile nad 10 g C m−2 day−1 (gramov ogljika na kvadratni meter na dan), kar je več kot 16-krat večje od svetovnega povprečja za jezera in potoke (0.6 g C m−2 day−1).  Zaradi tega so najbolj produktivna vodna okolja na Zemlji. Pomemben razlog za visoko produktivnost je skoraj neomejena razpoložljivost raztopljenega ogljikovega dioksida.
Alkalna jezera se naravno pojavljajo po vsem svetu, običajno na sušnih in polsušnih območjih in v povezavi s tektonskimi prelomi, kot je Veliki tektonski jarek. pH večine sladkovodnih jezer je na alkalni strani nevtralnosti in mnoga kažejo podobne kemije vode kot alkalna jezera, le manj ekstremna.

## Geologija, geokemija in geneza
Da bi jezero postalo alkalno, je potrebna posebna kombinacija geografskih, geoloških in podnebnih razmer. Najprej je potrebna ustrezna topografija, ki omejuje odtok vode iz jezera. Ko je odtok popolnoma preprečen, se to imenuje endoreična kotlina. Kraterji ali depresije, ki nastanejo s tektonskim prelomom, pogosto zagotavljajo takšne topološke depresije. Visoka alkalnost in slanost nastaneta zaradi izhlapevanja jezerske vode. To zahteva ustrezne podnebne razmere, da dotok uravnoteži odtok z izhlapevanjem. Hitrost, s katero se karbonatne soli raztopijo v jezerski vodi, je odvisna tudi od okoliške geologije in lahko v nekaterih primerih vodi do razmeroma visoke alkalnosti tudi v jezerih z znatnim odtokom.
Drug kritičen geološki pogoj za nastanek alkalnega jezera je relativna odsotnost topnega magnezija ali kalcija. V nasprotnem primeru bo raztopljen magnezij (Mg2+) ali kalcij (Ca2+) hitro odstranil karbonatne ione z obarjanjem mineralov, kot so kalcit, magnezit ali dolomit, kar učinkovito nevtralizira pH jezerske vode. To namesto tega povzroči nevtralno (ali rahlo bazično) slano jezero. Dober primer je Mrtvo morje, ki je zelo bogato z Mg2+. V nekaterih alkalnih jezerih lahko dotok Ca2+ skozi podzemne izcedke povzroči lokalizirane padavine. V jezeru Mono v Kaliforniji in Vanskem jezeru v Turčiji so takšne padavine oblikovale stebre tufa, ki se dvigajo nad površino jezera.
Mnoga alkalna jezera so močno stratificirana, z dobro oksigenirano zgornjo plastjo (epilimnion) in anoksično spodnjo plastjo (hipolimnion), brez kisika in pogosto z visokimi koncentracijami sulfida. Stratifikacija je lahko trajna ali s sezonskim mešanjem. Globina oksidno/anoksičnega vmesnika, ki ločuje obe plasti, se giblje od nekaj centimetrov do blizu spodnjih sedimentov, odvisno od lokalnih razmer. V obeh primerih predstavlja pomembno oviro, tako fizično kot med močno kontrastnimi biokemičnimi pogoji.

## Biodiverziteta
Bogata raznolikost mikrobnega življenja naseljuje slkalna jezera, pogosto v močnih koncentracijah. Zaradi tega so nenavadno produktivni ekosistemi, kar vodi do trajnega ali sezonskega "cvetenja alg" z vidno obarvanostjo v številnih jezerih. Barva se med posameznimi jezeri razlikuje, odvisno od njihovih prevladujočih življenjskih oblik in je lahko od zelene do oranžne ali rdeče.
V primerjavi s sladkovodnimi ekosistemi življenje v alkalnih jezerih pogosto popolnoma prevladujejo prokarionti, torej bakterije in arheje, zlasti v tistih z bolj "ekstremnimi" pogoji (višja alkalnost in slanost ali nižja vsebnost kisika). Vendar pa so v številnih jezerih naleteli tudi na bogato raznolikost evkariontskih alg, protistov in gliv.
Večcelične živali, kot so raki (zlasti kozica Artemia in ceponožec Paradiaptomus africanus) in ribe (npr. Alcolapia), najdemo tudi v mnogih manj ekstremnih alkalnih jezerih, prilagojenih ekstremnim razmeram teh alkalnih in pogosto slanih okolij. Zlasti v Velikem tektonskem jarku so mikroorganizmi v alkalnih jezerih tudi glavni vir hrane za velike jate malega plamenca (Phoeniconaias minor). Cianobakterije iz rodu Arthrospira (prej Spirulina) so zaradi velike velikosti celic in visoke hranilne vrednosti še posebej priljubljen vir hrane za te ptice.

### Raziskave mikrobne raznovrstnosti in bogastvo vrst
Na splošno je mikrobna biotska raznovrstnost alkalnih jezer relativno slabo raziskana. Številne študije so se osredotočile na primarne proizvajalce, in sicer na fotosintetizirajoče cianobakterije ali evkariontske alge (glej Ogljikov cikel). Ker so se študije tradicionalno zanašale na mikroskopijo, je identifikacijo oviralo dejstvo, da številna alkalna jezera vsebujejo slabo raziskane vrste, ki so edinstvene za te razmeroma nenavadne habitate in v mnogih primerih veljajo za endemične, kar pomeni, da obstajajo samo v enem jezeru. Morfologija (videz) alg in drugih organizmov se lahko razlikuje tudi od jezera do jezera, odvisno od lokalnih razmer, kar otežuje njihovo identifikacijo, kar je verjetno povzročilo več primerov taksonomske zmede v znanstveni literaturi.
V zadnjem času so številne študije uporabile molekularne metode, kot sta prstni odtis DNK ali sekvenciranje, za preučevanje raznolikosti organizmov v alkalnih jezerih. Te metode temeljijo na DNK, ekstrahirani neposredno iz okolja in zato ne zahtevajo gojenja mikroorganizmov. To je velika prednost, saj je gojenje novih mikroorganizmov naporna tehnika, za katero je znano, da resno vpliva na rezultate študij raznovrstnosti, saj je s standardnimi tehnikami mogoče gojiti le približno enega od stotih organizmov. Za mikroorganizme je filogenetski markerski gen Ribosomska RNA majhne podenote (SSU) običajno ciljno usmerjen zaradi svojih dobrih lastnosti, kot so obstoj v vseh celičnih organizmih in sposobnost uporabe kot "molekularna ura" za sledenje evolucijske zgodovine organizma. Knjižnice klonov genov 16S ribosomske RNA so na primer razkrile, da je bila za bakterijsko skupnost jezera z najvišjo slanostjo značilna višja nedavna pospešena diverzifikacija kot za skupnost sladkovodnega jezera, medtem ko je bila filogenetska raznolikost v hiperslanem jezeru nižja od tiste v sladkovodno jezero. Raziskave, neodvisne od kulture, so pokazale, da je raznolikost mikroorganizmov v alkalnih jezerih zelo velika, pri čemer se bogastvo vrst (število prisotnih vrst) posameznih jezer pogosto kosa s sladkovodnimi ekosistemi.

### Biogeografija in edinstvenost
Poleg bogate biotske raznovrstnosti alkalna jezera pogosto skrivajo številne edinstvene vrste, ki so prilagojene alkalnim razmeram in ne morejo živeti v okoljih z nevtralnim pH. Ti se imenujejo alkalifili. Organizmi, prilagojeni tudi visoki slanosti, se imenujejo haloalkalifili. Od kulture neodvisne genetske raziskave so pokazale, da alkalna jezera vsebujejo nenavadno veliko alkalifilnih mikroorganizmov z nizko genetsko podobnostjo z znanimi vrstami. To kaže na dolgo evolucijsko zgodovino prilagajanja na te habitate z nekaj novimi vrstami iz drugih okolij, ki se sčasoma prilagajajo.
Poglobljene genetske raziskave kažejo tudi na nenavadno nizko prekrivanje v prisotni mikrobni skupnosti, med alkalnimi jezeri z nekoliko drugačnimi pogoji, kot sta pH in slanost. Ta trend je še posebej močan v spodnji plasti (hipolimnion) stratificiranih jezer, verjetno zaradi izoliranega značaja takšnih okolij. Podatki o raznolikosti iz alkalnih jezer kažejo na obstoj številnih endemičnih mikrobnih vrst, edinstvenih za posamezna jezera. To je kontroverzna ugotovitev, saj običajna modrost v mikrobni ekologiji narekuje, da je večina mikrobnih vrst kozmopolitskih in razpršenih po vsem svetu, zahvaljujoč svoji ogromni populaciji, slavna hipoteza, ki jo je prvi oblikoval Lourens Baas Becking leta 1934 (»Vse je povsod, vendar okolje izbere«).

## Ekologija

### Ogljikov cikel
Fotosinteza zagotavlja primarni vir energije za življenje v alkalnih jezerih in ta proces prevladuje nad aktivnostjo na površini. Najpomembnejši fotosintetizatorji so običajno cianobakterije, vendar lahko v mnogih manj "ekstremnih" jezerih prevladujejo tudi evkarionti, kot so zelene alge (Chlorophyta). Glavni rodovi cianobakterij, ki jih običajno najdemo v alkalnih jezerih so Arhtrospira (prej Spirulina) (predvsem A. platensis), Anabaenopsis ,  Cyanospira, Synechococcus ali Chroococcus. V bolj slanih jezerih v fotosintezi prevladujejo haloalkalifilne arheje, kot so Halobacteria, in bakterije, kot je Halorhodospira. Vendar ni jasno, ali gre za avtotrofni proces ali pa zahtevajo organski ogljik iz cvetenja cianobakterij, ki se pojavlja v obdobjih močnih padavin, ki razredčijo površinske vode.
Pod površjem anoksigeni fotosintetizatorji, ki za fotosintezo uporabljajo druge snovi kot ogljikov dioksid, prav tako prispevajo k primarni proizvodnji v številnih alkalnih jezerih. Sem spadajo vijolične žveplove bakterije, kot je Ectothiorhodospiraceae in vijolične nežveplove bakterije, kot je Rhodobacteraceae (na primer vrsta Rhodobaca bogoriensis, izolirana iz Bogorijskega jezera v Keniji.)
Bakterije, ki se ukvarjajo s fotosintezo, zagotavljajo vir hrane za veliko raznolikost aerobnih in anaerobnih organotrofnih mikroorganizmov iz vrste, vključno s Proteobacteria, Bacteroidetes, Spirochaetes, Firmicutes, Thermotogae, Deinococci, Planctomycetes, Actinobacteria, Gemmatimo, Actinobacteria, Gemmatimo in še več. Postopna anaerobna fermentacija organskih spojin, ki izvirajo iz primarnih proizvajalcev, povzroči spojine z enim ogljikom (C1), kot sta metanol in metilamin.
Na dnu jezer (v sedimentu ali hipolimniju metanogeni uporabljajo te spojine za pridobivanje energije s proizvodnjo metana, postopek, znan kot metanogeneza. V usedlinah alkalnega jezera so bile najdene raznovrstne metanogene, vključno z arhealnimi rodovi Methanocalculus, Methanolobus, Methanosaeta, Methanosalsus in Methanoculle. Ko nastali metan doseže aerobno vodo jezera, ga lahko zaužijejo bakterije, ki oksidirajo metan, kot sta Methylobacter ali Methylomicrobium.

### Žveplov cikel
Bakterije, ki znižujejo žveplo, so pogoste v anoksičnih plasteh alkalnih jezer. Te reducirajo sulfat in organsko žveplo iz mrtvih celic v sulfid (S2−). Anoksične plasti alkalnih jezer so zato pogosto bogate s sulfidi. V nasprotju z nevtralnimi jezeri visok pH prepoveduje sproščanje vodikovega sulfida (H2S) v obliki plina. Rodovi alkalifilnih reduktorjev žvepla, ki jih najdemo v alkalnih jezerih, vključujejo Desulfonatronovibrio in Desulfonatronum. Ti imajo poleg kroženja žvepla tudi pomembno ekološko vlogo, saj porabljajo tudi vodik, ki je posledica fermentacije organske snovi.
Bakterije, ki oksidirajo žveplo, namesto tega pridobivajo energijo iz oksidacije sulfida, ki doseže oksigenirane plasti jezer. Nekateri od teh so fotosintetični žveplovi fototrofi, kar pomeni, da potrebujejo tudi svetlobo za pridobivanje energije. Primeri alkalifilnih bakterij, ki oksidirajo žveplo, so rodovi Thioalkalivibrio, Thiorhodospira, Thioalkalimicrobium in Natronhydrogenobacter. 

### Dušik in druga hranila
Dušik je omejujoče hranilo za rast v številnih alkalnih jezerih, zaradi česar je notranji cikel dušika zelo pomemben za njihovo ekološko delovanje. Eden od možnih virov biološko razpoložljivega dušika so diazotrofne cianobakterije, ki lahko med fotosintezo fiksirajo dušik iz ozračja. Vendar pa številne prevladujoče cianobakterije, ki jih najdemo v alkalnih jezerih, kot je Arthrospira, verjetno ne morejo fiksirati dušika. Amonijak, odpadni produkt razgradnje mrtvih celic, ki vsebuje dušik, se lahko izgubi iz jezer zaradi izhlapevanja zaradi visokega pH. To lahko ovira nitrifikacijo, pri kateri se amonijak "reciklira" v biološko razpoložljivo obliko nitrata. Vendar se zdi, da se oksidacija amonijaka v obeh primerih učinkovito izvaja v alkalnih jezerih, verjetno z bakterijami, ki oksidirajo amonijak in Thaumarchaea.

## Galerija
- Pangong Tso
- Ta fotografija astronavta poudarja pretežno suho strugo jezera Owens.
- Satelitska slika slanega jezera Sambhar, posneta leta 2010, iz WorldWind.
- Posnetek zaslona jezera Eyasi, posnet iz World Wind.
- Plamenci na jezeru Nakuru
- Turkansko jezero

## Industrijaska raba
Veliko vodotopnih kemikalij se pridobiva iz voda alkalnih jezer po vsem svetu. V velikih količinah se pridobivajo litijev karbonat (jezero Zabuje, Tibet), kalijev karbonat (jezero Lop Nor in solno jezero Činghai potaš, Kitajska), natrijev karbonat (soda) (jezero Abijata, Etiopija in jezero Natron, Tanzanija) itd. Litijev karbonat je surovina v proizvodnji litija, ki se uporablja v litijevih akumulatorskih baterijah, ki se pogosto uporabljajo v sodobnih elektronskih pripomočkih in avtomobilih na električni pogon. Voda nekaterih alkalnih jezer je bogata z raztopljenim uranovim karbonatom. Algakultura se izvaja v komercialnem obsegu z vodo iz alkalnih jezer.